# 상운면
상운면(祥雲面)은 대한민국 경상북도 봉화군의 면이다. 넓이는 58.52km2이고, 인구는 2022년 3월 1694명이다.

## 역사
- 봉화현(奉化縣), 영천군(榮川郡) 지역
- 1914년 4월 1일 서면(西面)과 임지면(林只面)을 상운면으로 통폐합하였다.[1] (9리)

| 조선총독부령 제111호 |                    |                                        |
| 구 행정구역          | 신 행정구역        | 신 행정구역                            |
| 봉화군 서면 일원     | 봉화군 상운면 일원 | 가곡리, 운계리, 문촌리, 하눌리         |
| 봉화군 임지면 일원   | 봉화군 상운면 일원 | 토일리, 구천리, 설매리, 두월리, 내림리 |
- 1973년 7월 1일 두월리, 내림리를 영주군 이산면에 편입하였다.[2] (7법정리)
- 1983년 2월 15일 명호면 신라리를 상운면에 편입하였다.[3] (8법정리)

## 행정 구역
8법정리 12행정리로 구성되어 있다.

### 법정리
- 가곡리
- 운계리
- 문촌리
- 하눌리
- 토일리
- 구천리
- 설매리
- 신라리